# Dusun Baru/Sukaseri
Dusun Baru/Sukaseri is een bestuurslaag in het regentschap Lebong van de provincie Bengkulu, Indonesië. Dusun Baru/Sukaseri telt 339 inwoners (volkstelling 2010).